# Edmund II. Hrabri
Edmund II. Hrabri (staroengleski: Eadmund II Isen-Healf, engleski: Edmund Ironside, Edmund II), engleski kralj, rođen oko 989. – 993., a umro 30. studenog 1016. godine.
Vlast je godine 1016. preuzeo od oca Ethelreda nakon njegove smrti, a u trenutku velike vojne premoći danskih osvajača i smrti danskog kralja Svena kojeg je naslijedio njegov sin Knut.
Upamćen kao vrlo energičan vladar. S Knutom je tijekom svoje kratke vladavine vodio rat s promjenjivom srećom pri čemu su se izmjenjivale vojne pobjede na jednoj i drugoj strani. Edmund je vodio pet bitaka protiv Danaca, a završnu je izgubio od Knuta 18. listopada u bitci kod Assanduna, nakon čega su postigli mir u Alneyu 1016. godine. 
Prema tom sporazumu Engleska je podijeljena na način da je Edmundu je pripao Wessex, a Knutu pripala onaj ostatak Engleske sjeverno od rijeke Temze. Ubrzo nakon toga iste godine 1016. Edmund je umro te je Knut Veliki preuzeo kontrolu nad cjelokupnom Engleskom te postao engleski kralj.
Nadimak "Hrabri" (Ironside) mu je zabilježen tek 1057. godine. Prema Anglosaskoj kronici, nadimak mu se nadjenulo "zbog njegove vrijednosti" u borbi protiv danske invazije na Englesku koju je vodio Knut Veliki.

## Obitelj
Edmund se javlja kao potpisnik povelja nakon 993. Bio je treći od šest sinova engleskog kralja Ethelreda II. Nespremnog i njegove prve supruge Aelfgifu od Yorka, koja je vjerojatno bila kćer grofa Thoreda od Northumbrije. Starija braća su mu bili Æthelstan Ætheling i Egbert Ætheling (urmo oko 1005.), a mlađa braća su mu bili Eadred Ætheling, Eadwig Ætheling i Edgar Aetheling Stariji. te sestre Edita, Ælfgifu, Wulfhilda i jedna koja je bila opaticom Wherwellske opatije. Mati mu je umrla oko 1000., nakon čega mu se otac ponovo oženio, ovog puta za Ema Normandijska, s kojom je imao dvoje sinova, Edvarda III. Ispovjednika i Alfreda Æthelinga te kćer Godu.

## Rane godine
Ethelstan vjerojatno nije odobravao rastući utjecaj ealdormana Eadrica Streone od 1007. godine. Izgleda da se je sprijateljio s Sigeferthom i Morcarom, dvojicom vodećih thegnova Pet Gradova Danelawa of the Istočnih Midlanda. Ethelstan i Edmund su bili bliski, a vjerojatno su osjećali da ih ugrožava njihova pomajka Ema, koja je imala svojih ambicija za svoje sinove.Djelo Život Edvarda Ispovjednika, napisano 50 godina poslije, tvrdilo je da kad je Ema u trudnoći bila nosila Edvarda, Englezi su bili obećali da će prihvatiti njezino dijete za kralja ako bude muško.
Kad je Sven I. Rašljobradi preuzeo prijestolje krajem 1013., a Ethelred potom pobjegao u Francusku, izgleda da ga braća nisu pratila, nego su ostala u Engleskoj. Ethelstan je umro lipnja 1014., ostavivši bratu imanja i mač koji je pripadao kralju Offi Mercijskom. Ovo je također odrazilo bliske odnose između braće i plemstva Istočnih Midlanda.